# Stacked
Stacked es una comedia de televisión estadounidense que se emitió en Fox del 13 de abril de 2005 al 11 de enero de 2006. Fue protagonizada por Pamela Anderson y constó de diecinueve episodios con un total de dos temporadas.

## Premisa
Stacked fue descrita como lo opuesto de Cheers, en lugar de una persona inteligente en un lugar "tonto", se basa en el concepto de una persona tonta en un lugar "inteligente". Una comedia de conjunto en el lugar de trabajo, Stacked gira en torno a Skyler Dayton (Pamela Anderson), quien está cansada de su estilo de vida de fiesta sin parar y de las malas elecciones de novios. Queriendo un cambio de vida importante, deambula por Stacked Books, una pequeña librería familiar en el área de San Francisco propiedad de Gavin Miller (Elon Gold) y su hermano, Stuart (Brian Scolaro ).

## Reparto
- Pamela Anderson como Skyler Dayton
- Elon Gold como Gavin P. Miller
- Brian Scolaro como Stuart Miller
- Marissa Jaret Winokur como Katrina
- Christopher Lloyd como el Profesor Harold March

## La librería
Todos los libros que aparecen en el programa son proporcionados por Harper Collins, que, al igual que Fox, es propiedad de NewsCorp. Los libros que se muestran de forma destacada se basan en la lista de los más vendidos del New York Times. Algunos títulos que se ven incluyen State of Fear, Don Quixote  y Anansi Boys.
Toda la librería es un único decorado principal, aunque hay tres zonas centrales: la cafetería, la caja registradora y la trastienda, que tiene una puerta. Hay escaleras en el decorado junto a la cafetería, pero no se sabe a dónde conducen. También hay un ascensor cerca de los revisteros, detrás de la cafetería.

## Medios domésticos
El 12 de diciembre de 2006, Fox Home Entertainment lanzó "Stacked: The Complete Series" en DVD.